# Tetramicra parviflora
Tetramicra parviflora là một loài thực vật có hoa trong họ Lan. Loài này được Lindl. ex Griseb. miêu tả khoa học đầu tiên năm 1864.